# St. Nikolaus (Schöneberg)

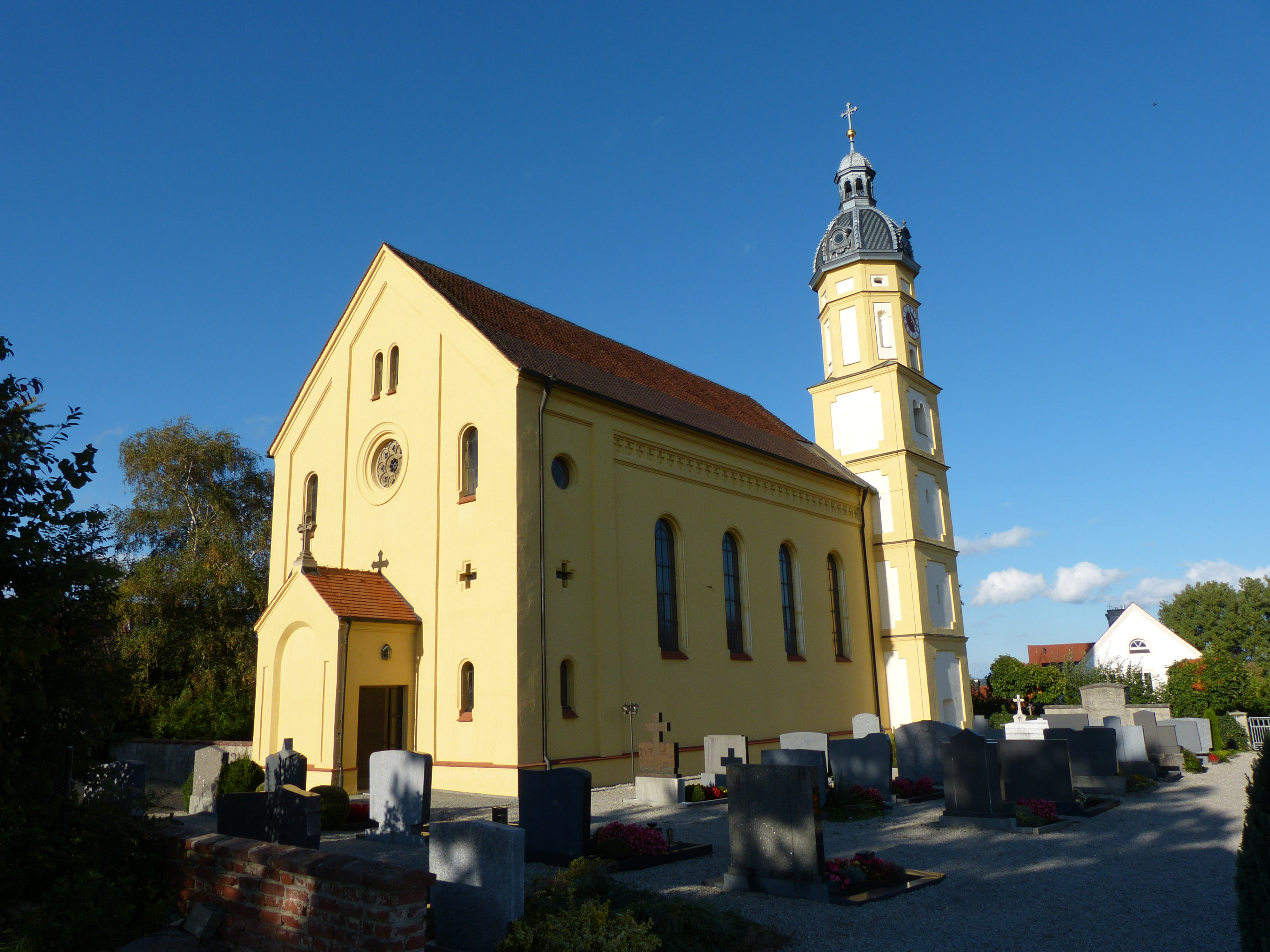
Kirche St. Nikolaus in Schöneberg

Die katholische Pfarrkirche St. Nikolaus befindet sich in Schöneberg, einem Ortsteil von Pfaffenhausen im Landkreis Unterallgäu in Bayern. Die Kirche steht unter Denkmalschutz.

## Beschreibung
Der älteste Baubestandteil der Kirche ist der Kirchturm aus der zweiten Hälfte des 17. Jahrhunderts. Der restliche Bau ist ein Neubau nach den Plänen von Peter Klein, ausgeführt ab dem Jahr 1871 durch Stephan Stark. Im Jahr 1876 fand die Weihe der Kirche statt. Die Kirche ist ein neuromanischer Saal mit Flachdecke. An das Langhaus schließt sich der eingezogene fünfseitig geschlossene Chor an. Im Chor befindet sich ein Kreuzgratgewölbe. An der Südseite befindet sich der Kirchturm. Dieser ist im unteren Bereich quadratisch, worauf sich ein achteckiger Aufsatz anschließt. Abgeschlossen ist er mit einer neubarocken Kuppelhaube von 1898 mit Laterne. Die Innenausstattung der Kirche stammt aus der Erbauungszeit der Kirche. Thomas Guggenberger schuf 1873 die Fresken der Kirche.